# Biblioteca Waterloo
La biblioteca Waterloo también conocida como la Biblioteca  y Sociedad Histórica de Waterloo, es un edificio histórico situado en Waterloo,  Nueva York, Estados Unidos.
Fue construido en 1883 en estilo Reina Ana y está revestido de ladrillo. La estructura se compone de un bloque de dos plantas con un pabellón principal de tres plantas. Cuenta con una serie de características distintivas de la época victoriana como techos a dos aguas muy empinados y entrecruzados, elementos tales como dinteles de piedra, cursos de cinturón, antepechos, chimeneas, pilares y gorras.

## Patrimonio
La biblioteca Waterloo fue incluida en el Registro Nacional de Lugares Históricos en 1996.